# Lignareix
 Lignareix  (en occitano Linhares) es una comuna  y población de Francia, en la Región de Nueva Aquitania, departamento de Corrèze, en el distrito de Ussel y  cantón de Plateau de Millevaches.
Su población en el censo de 2017 era de 164 habitantes.
Está integrada en la Haute-Corrèze Communauté.

## Demografía
| Gráfica de evolución demográfica de Lignareix entre 2004 y 2019 |
|                                                                 |

Fuentes: INSEE.